# Droit
Cet article concerne le droit dans son ensemble. Pour les disciplines qui l'étudient, voir Sciences juridiques. Pour les droits en tant que prérogatives, voir Droit subjectif.
Pour les articles homonymes, voir Droit (homonymie).
 (février 2016).
Si vous disposez d'ouvrages ou d'articles de référence ou si vous connaissez des sites web de qualité traitant du thème abordé ici, merci de compléter l'article en donnant les références utiles à sa vérifiabilité et en les liant à la section « Notes et références ».

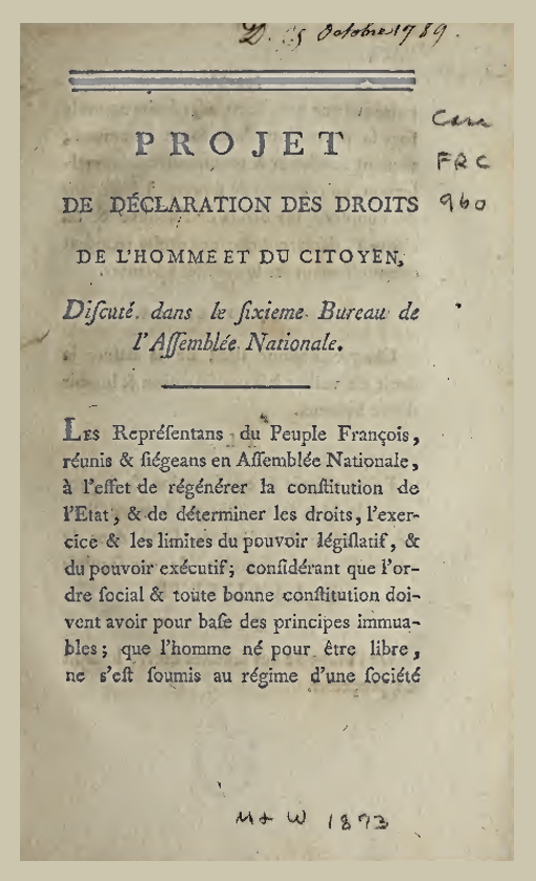
Projet de Déclaration des droits de l'homme et du citoyen de 1789.

Le Droit, ou droit objectif, est défini comme « l'ensemble des règles qui régissent la conduite de l'Homme en société, les rapports sociaux », ou de façon plus complète « l'ensemble des règles imposées aux membres d'une société pour que leurs rapports sociaux échappent à l'arbitraire et à la violence des individus et soient conformes à l'éthique dominante », ou bien le « fondement des règles régissant les rapports des hommes en société, et impliquant une répartition équitable des biens, des prérogatives et des libertés ».

## Terminologie
En français, le mot droit est polysémique. Ainsi, quand on se réfère à la règle d'un type particulier qui régit les comportements des hommes en société, il s'agit du droit objectif. En revanche, quand on parle d'une prérogative conférée à une personne par le droit objectif, on fait référence à un de ses droits subjectifs. Enfin, quand on entend que quelqu'un fait du droit, cela veut dire que cette personne pratique les sciences juridiques.

## Définitions
Il n'y a pas de consensus sur la définition du droit, ni même sur la nécessité de le définir.

### Comme commandement supérieur
Le jusnaturalisme est une doctrine de la philosophie juridique qui récuse que le droit « puisse être réduit à une collection de règles artificielles et contingentes édictées par les instances officielles ». Les tenants du jusnaturalisme, comme Grotius, estiment, au contraire, que le droit naturel irrigue le droit positif dont il constitue l'un des fondements les plus sûrs, parfois le seul fondement rationnel tel qu'en matière de droits de l'homme et de relations internationales, et dont le rôle créateur est confirmé par le renvoi explicite de la loi à l'équité et par la multitude des standards juridiques (bonne foi, proportionnalité…). Le droit naturel serait ainsi inscrit dans la nature de l'homme, abstraction faite de toute intervention d'une norme positive.

### Comme autorité instituée
Le positivisme juridique est un courant en théorie du droit qui décrit le droit tel qu'il existe dans la société, plus que tel qu'il devrait être. Il s'oppose au jusnaturalisme.
Le positivisme juridique consiste à rejeter l'importance d’un droit idéal (appelé droit naturel) et à affirmer que seul le droit positif (lois, jurisprudence, etc.) a une valeur juridique. Ainsi, la loi ou la jurisprudence serait donc la seule norme à respecter (positivisme légaliste).

### Comme phénomène social
Pour les tenants du réalisme juridique, le droit est un phénomène social à observer objectivement, constitué par l'ensemble des décisions rendues par les juridictions. Cette approche veut être empirique, et ne prend pas en considération l'idée de norme juridique, qu'elle juge abstraite.

### Comme rhétorique normative
Pour James Boyd White, le droit n'est pas un objet scientifique, mais une forme de relation sociale qui passe par des discours pour intervenir dans les processus normatifs d'une société. Dans cette vision, le droit objectif ne peut pas être imaginé comme abstraitement distinct de son interprétation, car les discours juridiques agissent sur le droit autant qu'ils le décrivent. Cette vision du droit met l'accent sur sa nature narrative.

## Organisation

### Sources

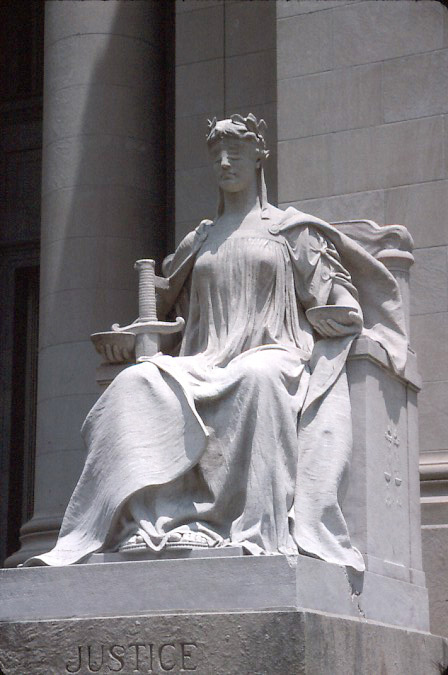
Allégorie de la justice.

Le terme « source du droit » désigne habituellement dans les ouvrages de droit tout ce qui contribue, ou a contribué, à créer l'ensemble des règles juridiques applicables dans un État à un moment donné (le droit positif et le droit non écrit). Selon une autre définition, les sources du droit sont les prémisses de tout raisonnement juridique. En ce sens, les sources du droit ne sont pas « ce qui contribue à créer du droit » ni l'origine du droit, mais le point de départ d'un raisonnement, le droit naturel.
Dans les pays de droit écrit, les principales sources du droit sont des textes tels que les traités internationaux, les constitutions, les lois, les règlements. Cependant, d'autres sources sont parfois admises selon la matière, telles que la coutume, les principes généraux du droit consacrés par la jurisprudence - parfois inspirée par la doctrine des juristes spécialisés (professeurs, avocats, magistrats…).
Les sources du droit sont un critère de la détermination du système juridique du pays considéré, selon qu'il y ait plus de considération pour le droit écrit (droit civil), la jurisprudence (Common law), la coutume (droit coutumier) ou les principes de la religion d'État (droit religieux).

## Diversité
La création ou l'élaboration de règles juridiques est un phénomène qui se retrouve dans chaque société, considérée développée ou non. Chaque ordre juridique élabore des normes, des droits comme des responsabilités, de différentes manières.
La plupart des pays ont un système juridique codifié, dit de droit civiliste ou romano-germanique, qui s'est développé à travers la doctrine, mais qui adhère de nos jours au positivisme légaliste selon lequel la doctrine et la jurisprudence sont subordonnées à la loi qui est modifiée plus ou moins régulièrement. D'autres utilisent un système dit de common law, qui s'est développé à travers la jurisprudence des juridictions royales anglaises, mais qui met de nos jours la jurisprudence et la loi sur un pied d'égalité, les deux en rapport complémentaire, s'apportant des modifications l'une à l'autre. La doctrine y joue un rôle minime. Certains pays fondent leurs règles sur les textes religieux.
Mais dans chaque pays il existe une riche histoire juridique, avec des philosophies différentes, qui parfois s'affrontent.

## Force du droit
La « force » obligatoire du droit suppose :
- que la source du droit soit reconnue et acceptée comme légitime ;
- que l'énoncé de la loi soit connu de tous, ce qui implique qu'il fasse l'objet d'une large publication ou d'une accessibilité certaine. Cette exigence est reflétée par l'adage « Nul n'est censé ignorer la loi » ;
- que l'application de la loi puisse être garantie par l'existence de moyens de contrainte prévus par elle et organisés soit par toute procédure d'arbitrage convenue entre les parties, soit par l'État ou par une instance spécialisée.

Il importe cependant de nuancer le caractère obligatoire de la règle de droit, avec l'avènement du droit mou (la soft law en anglais), qui prend différentes formes des moins aux plus contraignantes. Il peut ainsi se présenter sous la forme d'un nudge ou de règlementations privées (par exemple, les normes privées comme le standard USB). Cependant, le droit mou se retrouve principalement en droit international, caractérisé par la souveraineté des États et l'absence de force obligatoire de la règle de droit.

## Enseignement
(janvier 2025).